# Aviation (cocktail)
L'Aviation è un cocktail a base di gin e maraschino. È un cocktail ufficiale dell'IBA.

## Storia
L'aviation cocktail è stato creato nel 1916, durante la prima guerra mondiale, in onore dei piloti inglesi. La sua origine è incerta, vi sono due ipotesi: la prima narra dell'improvvisazione di un barman di un circolo di ufficiali di aviazione, che lo miscelò in onore dei piloti inglesi (prima guerra mondiale) venne usato spesso come cocktail commemorativo o una sorta di rituale, con il quale i piloti brindavano al loro ritorno. La seconda teoria fa corrispondere il creatore come il primo a trascrivere la ricetta: Hugo Ensslin, nel 1916, dedicandolo ai pionieri dell'aviazione.

## Composizione
- 4,5 cl di gin
- 1,5 cl di maraschino
- 1,5 cl di succo di limone fresco
- 0,5 cl liquore alla violetta (1 bar spoon)
- Scorza di limone o una ciliegia al maraschino

## Preparazione
Viene preparato agitando gli ingredienti nello shaker con alcuni cubetti di ghiaccio e servito in una coppetta da cocktail precedentemente raffreddata. Viene decorato con una ciliegia al maraschino o una marasca oppure con buccia di limone a spirale.